# Jeroen Duyster
Jeroen Tarquinis Cornelis Duyster (født 27. august 1966 i Amsterdam) er en hollandsk tidligere roer og olympisk guldvinder.
Duyster var med i den hollandske otter, der vandt guld ved OL 1996 i Atlanta, første gang nogensinde Holland vandt guld i denne disciplin. Han var styrmand i båden, der blev roet af Ronald Florijn, Koos Maasdijk, Michiel Bartman, Henk-Jan Zwolle, Niels van der Zwan, Niels van Steenis, Diederik Simon og Nico Rienks. Hollænderne vandt sikkert deres indledende heat, og i finalen var de næsten to sekunder foran Tyskland og tre sekunder foran Rusland, der fik henholdsvis sølv og bronze.
Han er bror til Willemijn Duyster, der ligeledes har vundet en OL-medalje; for hendes vedkommende var det i hockey.

## OL-medaljer
- 1996:  Guld i otter